# Авинџер (Тексас)
Авинџер (енгл. Avinger) град је у америчкој савезној држави Тексас. По попису становништва из 2010. у њему је живело 444 становника.

## Демографија
Према попису становништва из 2010. у граду је живело 444 становника, што је 20 (4,3%) становника мање него 2000. године.
| Група             | 2000.       | 2010.       |
| Белци             | 346 (74,6%) | 346 (77,9%) |
| Афроамериканци    | 105 (22,6%) | 58 (13,1%)  |
| Азијати           | 0 (0,0%)    | 0 (0,0%)    |
| Хиспаноамериканци | 9 (1,9%)    | 32 (7,2%)   |
| Укупно            | 464         | 444         |